# NASCAR-Canadian-Tire-Series-Saison 2007

Das Logo der NASCAR Canadian Tire Series.

Die NASCAR-Canadian-Tire-Series-Saison 2007 begann am 26. Mai 2007 mit dem Dodge Dealers 200 auf dem Cayuga Speedway in Hamilton, Ontario und endete am 23. September 2007 mit dem Dodge Dealers Of Ontario Dodge Charger 250 auf dem Kawartha Speedway in Peterborough, Ontario. Es war die erste Saison dieser Rennserie, die nach der Übernahme der CASCAR durch die NASCAR die ehemalige CASCAR Super Series ersetzte. Andrew Ranger wurde der erste NASCAR Canadian Tire Series-Champion.

## Rennkalender
Alle Rennen der NASCAR Canadian Tire Series Saison 2007 fanden in Kanada statt.
| Datum              | Rennname                                   | Rennstrecke                   | Austragungsort     | Pole-Position     | Sieger            |
| ------------------ | ------------------------------------------ | ----------------------------- | ------------------ | ----------------- | ----------------- |
| 26. Mai 2007       | Dodge Dealers 200                          | Cayuga Speedway               | Hamilton, ON       | D. J. Kennington  | Don Thomson jr.   |
| 17. Juni 2007      | Dickies 200 presented by Canadian Shield   | Mosport International Raceway | Bowmanville, ON    | Andrew Ranger     | Andrew Ranger     |
| 1. Juli 2007       | Mopar 300                                  | Barrie Speedway               | Barrie, ON         | Mark Dilley       | D. J. Kennington  |
| 15. Juli 2007      | BC Dodge Dealers Dodge Avenger 300         | SunValley Speedway            | Vernon, BC         | Don Thomson jr.   | J. R. Fitzpatrick |
| 21. Juli 2007      | Grand Prix Edmonton                        | City Centre Airport           | Edmonton, AB       | Andrew Ranger     | J. R. Fitzpatrick |
| 4. August 2007     | NAPA AUTOPRO 100                           | Circuit Gilles-Villeneuve     | Montreal, QC       | J. R. Fitzpatrick | Kerry Micks       |
| 11. August 2007    | Full Throttle Energy Drink 200             | Mosport International Raceway | Bowmanville, ON    | J. R. Fitzpatrick | Don Thomson jr.   |
| 19. August 2007    | Sirius Satellite Radio-GP3R 100            | Circuit Trois-Rivières        | Trois-Rivières, QC | J. R. Fitzpatrick | Kerry Micks       |
| 1. September 2007  | Subway 200                                 | Cayuga Speedway               | Hamilton, ON       | Don Thomson jr.   | Derek Lynch       |
| 8. September 2007  | ATTO 300                                   | Barrie Speedway               | Barrie, ON         | Kerry Micks       | D. J. Kennington  |
| 15. September 2007 | Atlantic Dodge Dealers 300                 | Riverside Speedway            | Antigonish, NS     | Peter Gibbons     | Marc Dilley       |
| 23. September 2007 | Dodge Dealers Of Ontario Dodge Charger 250 | Kawartha Speedway             | Peterborough, ON   | Mark Dilley       | Scott Steckly     |

## Fahrergesamtwertung (Top 10)
| Platz | Fahrer            | Punkte | Starts | Siege | Top 5 | Top 10 | Preisgeld (US-Dollar) |
| ----- | ----------------- | ------ | ------ | ----- | ----- | ------ | --------------------- |
| 1     | Andrew Ranger     | 1896   | 12     | 1     | 7     | 10     | 51.500                |
| 2     | D. J. Kennington  | 1793   | 12     | 2     | 8     | 9      | 50.945                |
| 3     | Peter Gibbons     | 1770   | 12     | 0     | 5     | 8      | 32.095                |
| 4     | Don Thomson       | 1739   | 12     | 2     | 5     | 8      | 37.400                |
| 5     | Derek Lynch       | 1713   | 12     | 1     | 5     | 8      | 34.375                |
| 6     | J. R. Fitzpatrick | 1710   | 12     | 2     | 4     | 7      | 40.040                |
| 7     | Kerry Micks       | 1696   | 12     | 2     | 6     | 7      | 33.570                |
| 8     | Mark Dilley       | 1688   | 12     | 1     | 4     | 5      | 44.318                |
| 9     | Jason Hathaway    | 1631   | 12     | 0     | 1     | 8      | 26.520                |
| 10    | Scott Steckly     | 1360   | 12     | 1     | 3     | 7      | 33.220                |